# Heliconius humboldti
Heliconius humboldti är en fjärilsart som beskrevs av Heinrich Neustetter 1928. Heliconius humboldti ingår i släktet Heliconius och familjen praktfjärilar. Inga underarter finns listade i Catalogue of Life.